# Música aleatoria
A partir de 1950 se introduce la música aleatoria (o música de azar), que está basada en elementos no regulados por pautas establecidas y en la que adquiere un papel generando la improvisación. Tales rasgos pueden fijarse en la creación del autor o en el desarrollo de la propia interpretación. Es frecuente, en consecuencia, la composición musical de obras aleatorias en las que el ejecutante determina la estructura final de la obra, mediante la reordenación de cada una de las secciones de la misma, o incluso mediante la interpretación simultánea de varias de ellas. 
El azar es un rasgo definitorio de esta técnica compositiva que alcanzaría una notable difusión a partir de los años cincuenta del siglo XX. Aunque la música aleatoria no esta hoy en primera línea, sus técnicas son todavía muy utilizadas por los compositores.
Las corrientes aleatorias tuvieron algunas de sus más significativas representaciones en las creaciones del estadounidense John Cage -Music of Changes (1951 o 4'33; Música de cambios)-, el alemán Karlheinz Stockhausen -Hymnen (1967; Himnos)-, los italianos Bruno Maderna y Franco Donatoni, el español Luis de Pablo, los argentinos Alberto Ginastera y Mauricio Kagel, el peruano Leopoldo La Rosa y el francés Pierre Boulez.
El grado de aleatoriedad puede ser una variable más de la música, lo que permite hablar de una aleatoriedad controlada que manipula el azar como un elemento compositivo, como sucede en los Juegos venecianos (1961) del polaco Witold Lutoslawski.
Las más destacadas modalidades en las que se plantea la creación aleatoria en la música contemporánea son la forma móvil, que impone diversas soluciones interpretativas de rango equiparable; la forma variable, en la que predomina la improvisación; y el llamado work in progress, que constituye el máximo grado de azar en la ejecución de la pieza. En todas ellas suelen incorporarse instrumentos clásicos, con especial atención al piano, y medios de ejecución electrónicos tales como sintetizadores, distorsionadores y cintas grabadas.

## Historia

### Primeros precedentes
Composiciones que podrían considerarse un precedente de composición aleatoria se remontan al menos a finales del siglo XV, con el género del catholicon, ejemplificado por la Missa cuiusvis toni de Johannes Ockeghem. Un género posterior fue el Musikalisches Würfelspiel o juego de dados musicales , popular a finales del siglo XVIII y principios del XIX. (Uno de esos juegos de dados se atribuye a Wolfgang Amadeus Mozart.) Estos juegos consistían en una secuencia de compases musicales, para los cuales cada compás tenía varias versiones posibles y un procedimiento para seleccionar la secuencia precisa basándose en el lanzamiento de varios dados.
El artista francés Marcel Duchamp compuso dos piezas entre 1913 y 1915 basadas en operaciones de azar. Una de estas, Erratum Musical escrita con las hermanas de Duchamp, Yvonne y Magdeleine para tres voces, se representó por primera vez en la Manifestación de Dada el 27 de marzo de 1920 y finalmente se publicó en 1934. Dos de sus contemporáneos, Francis Picabia y Georges Ribemont-Dessaignes, también experimentaron con la composición al azar, estas obras se representan en un Festival Dada organizado en la Salle Gaveausala de conciertos, París, el 26 de mayo de 1920. Music of Changes (1951), del compositor estadounidense John Cage, fue "la primera composición que se determinó en gran medida mediante procedimientos aleatorios", aunque su indeterminación es diferente orden del concepto de Meyer-Eppler. Más tarde, Cage le preguntó a Duchamp: "¿Cómo es que utilizaste operaciones al azar cuando yo recién estaba naciendo?".

### Uso moderno
El primer uso significativo de características aleatorias se encuentra en muchas de las composiciones del estadounidense Charles Ives a principios del siglo XX. Henry Cowell adoptó las ideas de Ives durante la década de 1930, en obras como Mosaic Quartet (String Quartet n.º 3, 1934), que permite a los intérpretes organizar los fragmentos de música en varias secuencias posibles diferentes. Cowell también usó notaciones especialmente diseñadas para introducir variabilidad en la interpretación de una obra, a veces instruyendo a los intérpretes a improvisar un pasaje corto o jugar ad libitum. Compositores estadounidenses posteriores, como Alan Hovhaness (comenzando con su Lousadzak de 1944) utilizó procedimientos superficialmente similares a los de Cowell, en los que se asignan diferentes patrones cortos con tonos y ritmos específicos a varias partes, con instrucciones de que se ejecuten repetidamente a su propia velocidad sin coordinación con el resto del conjunto. Algunos estudiosos consideran el desenfoque resultante como "difícilmente aleatorio, ya que los tonos exactos se controlan cuidadosamente y dos interpretaciones serán sustancialmente iguales" aunque, según otro escritor, esta técnica es esencialmente la misma que se usó más tarde de Witold Lutosławski. Dependiendo de la vehemencia de la técnica, las partituras publicadas de Hovhaness anotan estas secciones de diversas formas, por ejemplo, como "Tempo libre / efecto de tarareo"  y "Repetir y repetir ad lib, pero no juntas".
En Europa, tras la introducción de la expresión "música aleatoria" por Werner Meyer-Eppler, el compositor francés Pierre Boulez fue en gran parte responsable de popularizar el término.
Otros ejemplos europeos tempranos de música aleatoria incluyen Klavierstück XI (1956) de Karlheinz Stockhausen , que presenta 19 elementos para ser interpretados en una secuencia que será determinada en cada caso por el intérprete. Witold Lutosławski utilizó una forma de aleatorio limitado (comenzando con Jeux Vénitiens en 1960-1961), donde los pasajes extensos de tonos y ritmos están completamente especificados, pero la coordinación rítmica de las partes dentro del conjunto está sujeta a un elemento de azar.
Ha habido mucha confusión de los términos música aleatoria e indeterminada/casual. Una de las piezas de Cage, HPSCHD , compuesta a su vez mediante procedimientos aleatorios, utiliza música de Musikalisches Würfelspiel de Mozart, mencionada anteriormente, así como música original.

## Música de forma abierta
La forma abierta es un término que a veces se utiliza para las formas musicales "móviles" o "polivalentes", en las que el orden de los movimientos o las secciones es indeterminado o se deja en manos del intérprete. Roman Haubenstock-Ramati compuso una serie de influyentes "móviles" como por ejemplo Interpolation (1958).
Sin embargo, el término "forma abierta" en la música también se usa en el sentido definido por el historiador del arte Heinrich Wölfflin para referirse a una obra que es fundamentalmente incompleta, representa una actividad inacabada o apunta fuera de sí misma. En este sentido, un "formulario móvil" puede ser "abierto" o "cerrado". Un ejemplo de composición musical móvil "dinámica, cerrada" es Zyklus (1959) de Stockhausen.

## Tipos de música indeterminada
Algunos escritores no distinguen entre aleatorio, azar e indeterminación en la música y usan los términos indistintamente. Desde este punto de vista, la música indeterminada o casual se puede dividir en tres grupos: (1) el uso de procedimientos aleatorios para producir una partitura determinada y fija, (2) forma móvil y (3) notación indeterminada, incluida la notación gráfica y los textos.
El primer grupo incluye puntajes en los que el elemento de azar está involucrado solo en el proceso de composición, por lo que cada parámetro se fija antes de su ejecución. En la Music of Changes (1951) de John Cage, por ejemplo, el compositor seleccionado de duración, tempo y dinámica mediante el uso del I Ching, un antiguo libro chino que prescribe métodos para llegar a números aleatorios. Debido a que este trabajo está absolutamente fijo de una actuación a otra, Cage lo consideró como un trabajo completamente determinado realizado utilizando procedimientos al azar. En el nivel de detalle, Iannis Xenakis usó teorías de probabilidad para definir algunos aspectos microscópicos de Pithoprakta.(1955-1956), que en griego significa "acciones por medio de probabilidad". Esta obra contiene cuatro secciones, caracterizadas por atributos de textura y timbre, como glissandi y pizzicati. A nivel macroscópico, las secciones están diseñadas y controladas por el compositor, mientras que los componentes individuales del sonido están controlados por teorías matemáticas.
En el segundo tipo de música indeterminada, los elementos del azar involucran la interpretación. Los eventos destacados son proporcionados por el compositor, pero su disposición se deja a la determinación del intérprete. Klavierstück XI de Karlheinz Stockhausen (1956) presenta diecinueve eventos que están compuestos y anotados de manera tradicional, pero la disposición de estos eventos la determina el intérprete de forma espontánea durante la actuación. En la composición de Earle Brown "Disponible formas II" (1962), se le pide al conductor para decidir el orden de los eventos en el mismo momento de la actuación.
El mayor grado de indeterminación lo alcanza el tercer tipo de música indeterminada, donde la notación musical tradicional es reemplazada por signos visuales o verbales que sugieren cómo se puede realizar una obra, por ejemplo, en piezas de partitura gráfica. La composición de Earle Brown December 1952 (1952) muestra líneas y rectángulos de varias longitudes y grosores que pueden leerse como volumen, duración o tono. El intérprete elige cómo leerlos. Otro ejemplo es la Intersección N° 2 de Morton Feldman (1951) para piano solo, escrita en papel coordinado. Las unidades de tiempo están representadas por los cuadrados vistos horizontalmente, mientras que los niveles de tono relativos de alto, medio y bajo están indicados por tres cuadrados verticales en cada fila. El intérprete determina qué tonos y ritmos particulares tocar.

## Música estocástica
Los procesos estocásticos pueden usarse en música para componer una pieza fija o pueden producirse en una interpretación. La música estocástica fue pionera en Xenakis, quien acuñó el término música estocástica. Ejemplos específicos de matemáticas, estadística y física aplicadas a la composición musical son el uso de la mecánica estadística de los gases en Pithoprakta, la distribución estadística de puntos en un plano en Diamorfosis , las restricciones mínimas en Achorripsis, la distribución normal en ST/10 y Atrées, Cadenas de Markov en Analógicas, teoría de juegos en Duel y Stratégie, teoría de grupos en Nomos Alpha (para Siegfried Palm ), teoría de grupos en Herma y Eonta, y movimiento browniano en N'Shima.
Xenakis usó con frecuencia computadoras para producir sus partituras, como la serie ST, incluidas Morsima-Amorsima y Atrées, y fundó el CEMAMu (Centre d'Etudes de Mathématique et Automatique Musicales) en París.

### John Cage
Un ejemplo de experto en obras aleatorias fue John Cage, quien utilizó operaciones aleatorias en sus composiciones desde la década de 1950. Un ejemplo temprano es el Concierto para piano preparado y orquesta de cámara (1951), cuyas partes orquestales se basan, entre otras cosas, en el sorteo del oráculo chino I Ching y en el lanzamiento de una moneda. Otros métodos aleatorios que Cage utilizó en otras composiciones incluyen la naturaleza del papel utilizado, atlas astronómicos, procedimientos matemáticos y el trabajo con la computadora.
El punto de partida de estas operaciones aleatorias es la idea de música que Cage desarrolló a finales de la década de 1930 y principios de la del 1940, influenciado por el budismo zen. Según esto, un compositor debería “dejar que los sonidos vengan a sí mismos, en lugar de explotarlos para la expresión de sentimientos, ideas o nociones de orden”. El material musical debe ser completamente objetivo y no dotado de un significado estético por parte del compositor: "La idea fundamental es que cada cosa es ella misma, que sus relaciones con otras cosas surgen de forma bastante natural, sin ninguna abstracción impuesta por parte de un 'artista'".
Cage veía las operaciones de azar como un procedimiento universal que podía aplicarse a todas las áreas de una composición y a cualquier tipo de material musical, y a través del cual un compositor podía enfrentarse a su propia obra, cuyo curso desconocía, como destinatario. La “música experimental” de Cage, que está determinada por operaciones aleatorias, queda por tanto excluida del concepto de música aleatoria por algunos autores. Franco Evangelisti (1926-1980), por ejemplo, opina que hay que distinguir entre el azar como algo impredecible y lo aleatorio como un “proceso consciente” con posibilidades manejables. 
El propio Cage distinguía entre azar e indeterminación. Esta distinción se hace evidente en la composición 4'33" (1952): la única instrucción interpretativa para los tres movimientos es "tacet"; el número de intérpretes y la instrumentación son, por tanto, de libre elección y surgen "al azar", por ejemplo, como en el estreno mediante un lanzamiento de dados. Los eventos acústicos no intencionales que tienen lugar durante los períodos de tiempo determinados aleatoriamente son, sin embargo, indeterminados, porque, a diferencia de los parámetros aleatorios, no son una selección de un grupo de elementos conocidos.

## Música de cine
Se pueden encontrar ejemplos de extensa escritura aleatoria en pequeños pasajes de la partitura de John Williams para la película Images. Otros compositores de películas que utilizan esta técnica son Mark Snow (Expediente X: Lucha contra el futuro), John Corigliano y otros. Snow utilizó muestras digitales de instrumentos acústicos "para fusionar timbres estrictamente electrónicos con sonidos de base acústica, un enfoque desarrollado ampliamente en su muy celebrada música para The X-Files (1993-2002, 2016-2018). En esta serie, la música ambiental de Snow a menudo disolvió las distinciones entre el diseño de sonido y la partitura musical ".